# サッカーベーメン・メーレン保護領代表
サッカーベーメン・メーレン保護領代表（サッカーべーれん・めーれんほごりょうだいひょう、ドイツ語: Böhmisch-mährische Fußballnationalmannschaft）は、ナチス・ドイツが1939年から1945年の間に、ボヘミアとモラヴィアの主要部分に設置したチェコ人の保護領である、ベーメン・メーレン保護領のサッカーナショナルチームである。ナチス・ドイツ関連のナショナルチームと数試合行われており、サッカードイツ代表の戦績にもカウントされている。

## 歴史
1930年代後半、当時のチェコスロバキアサッカー協会は、5つの民族によって運営されていた。チェコスロバキア人、ユダヤ人、ドイツ人、ポーランド人、そしてハンガリー人であった。1938年～1939年のチェコスロバキア併合の後、チェコスロバキアサッカー協会からドイツ、ポーランド、ハンガリー人の協会が、それぞれの国のサッカー協会に吸収されていった（ユダヤ人の協会は、1936年～1937年の間に解散していた）。残りのチェコスロバキアが「ベーメン・メーレン保護領」となると、1939年にサッカーベーメン・メーレン保護領代表が結成され、FIFAに加盟した。FIFAワールドカップの空白期（1942年、1946年と中止になった）に当たり、ワールドカップ予選を経験する事はできなかったが、ナチス・ドイツと関連のナショナルチーム、ユーゴスラビア代表との対戦が行われた。代表選手は、主にチェコの強豪・SKスラヴィア・プラハから選出された。
1940年に入って、ベーメン・メーレン保護領に旅行禁止命令が出された。このため1945年5月8日にプラハ陥落によって、ベーメン・メーレン保護領が消滅するまでチームは存続したが、1940年以降は全く対外試合をする事が出来なかった。

## FIFAワールドカップ
- 歴代記録
  - ワールドカップの空白期（1942年、1946年大会の中止）に当たり、予選自体が開かれなかった。

## 公式戦績
- 1939年 
  - 　3-3  ナチス・ドイツ（5月14日　ベルリン）
  - 　1-1  ナチス・ドイツ（5月18日　シュトゥットガルト）
  - 　1-7  オストマルク[1]（5月21日　ウィーン）
  - 　7-3  ユーゴスラビア（8月27日　プラハ）[2]
  - 　5-5  オストマルク（10月22日　プラハ）[3]
  - 　4-4  ナチス・ドイツ（11月12日　ヴロツワフ）…結果的に代表最後の試合となった。

## 主な代表選手
- ヨーゼフ・ビカン（SKスラヴィア・プラハ）
- オルドリッヒ・ネイエドリー（SKスラヴィア・プラハ）